# Alminas
Alminas ist ein litauischer männlicher Vorname.

## Namensträger
- Alminas Mačiulis (*  1961), Beamter, ehemaliger Verkehrspolitiker, Vizeminister